# Додзё
Додзё (яп. 道場 до:дзё:, «место, где ищут путь») — изначально это место для медитаций и других духовных практик в японском буддизме и синтоизме. Позже, с одухотворением японских боевых искусств будзюцу и превращением их в будо, этот термин стал употребляться и для обозначения места, где проходят тренировки, соревнования и аттестации в японских боевых искусствах, таких, как айкидо, дзюдо, дзюдзюцу, кэндо, карате и т. д. В додзё, обычно в передней части, находится святыня школы и/или изображение важного для школы лица, которым в той или иной мере оказывается почтение (см. Рэй).
Однако есть и другие определения додзё:
- Место под священным деревом Бодхи, где, на 49-й день медитации, Будда Гаутама Шакьямуни достиг духовного просветления.
- Место, где буддистские монахи практикуют буддизм; например, храм.
- Место, где группа людей пребывает преимущественно для того, чтобы дисциплинировать себя.

Таким образом, додзё — это место, где мы дисциплинируем и совершенствуем себя, чтобы стать лучше.

…слово додзё, «место просветления», произошло от санскритского bodhimanda, что значит «место превращения личного сознания в безличное».
— профессор Тайтэцу Унно, предисловие к книге «Дух айкидо. Киссёмару Уэсиба».

## Этикет додзё

Додзё кун

Во всех школах принят тот или иной этикет додзё, который регулирует поведение учеников как в стенах школы, так и вне её пределов. Может содержать как общие указания, вроде воздержания от насилия, так и более частные — обязывать при входе и выходе из додзё делать поклон Рэй.
Как и любая система норм и правил поведения, этикет Додзё может быть частично формализован и записан, что может вылиться в какие-то три правила (к/ф «Гений Дзюдо»), в семь (Оригинальный Додзё кун Кёкусинкай IKO) или даже в целые списки с десятками пунктов. В разных Додзё и организациях строгость соблюдения тех или иных норм, а также их состав могут различаться. Определение наказания за их нарушение остаётся на усмотрения сэнсэя додзё и в самых тяжёлых случаях может повлечь за собой разжалование и пожизненное отстранение от занятий.

## Хомбу Додзё
Хомбу Додзё (яп. 本部道場), или просто Хомбу, — главное додзё, головная «штаб-квартира» организации японских боевых искусств.
Первый додзё организации или стиля при дальнейшем её расширении обычно остаётся хомбу этой организации, хотя, если старый хомбу не соответствует количеству учеников и административного аппарата, то может быть принято решение о перестройке старого или о переезде в новое додзё, которое и станет хомбу. В хомбу обязательно проводятся тренировки, так что оно не несет исключительно административные функции. В хомбу додзё современных будо вполне обычен институт ути-дэси.

## Ироничное употребление
В связи с модой на боевые искусства в англоязычной среде распространился насмешливый термин МакДодзё, обозначающий школу/сеть школ боевых искусств с коммерческой ориентацией.